# 吳氏政
一阶贤妃吴氏政（越南语：Ngô Thị Chính也作Ngô Thị Chánh/吴氏政，Nhất giai Hiền phi/一阶贤妃，1792—1843），是越南阮朝明命帝的妃子。

## 生平
吴氏政的父亲是吴文楚（越南语：Ngô Văn Sở/吴文楚）。当明命帝还是皇子的时候，吴氏政嫁予他为府妾，仅次于绍治帝的母亲胡氏华（越南语：Tá Thiên Nhân hoàng hậu/佐天仁皇后，Hồ Thị Hoa/胡氏华）。她为明命帝生下了五子四女。
1820年，明命帝即位，由于胡氏华已经过世，故吴氏政在明命帝的嫔妃里居首位。初封为宫嫔，而后封为三阶贤嫔（越南语：Hiền tần/贤嫔）。1836年，晋为一阶贤妃，为明命帝后宫之首。
1822年，明命帝为吴文楚平反，并选择他的儿子、即吴氏政的哥哥吴文赢做官。据部分记载，吴氏政常常和别的嫔妃争宠而发生口角，使得明命帝非常尴尬。据说，贤妃吴氏曾对身边亲近的侍从说，无论皇帝多么宠爱她，她死后也只能两手空空。皇帝知道这一点，故在她过世后在她双手上各放一块金子，这样便不是两手空空地离开了。但这种说法与阮福氏家谱中她在1843年过世（明命帝驾崩两年后）的记载相矛盾。
1843年，贤妃吴氏政去世，寿52岁。绍治帝辍朝三日，派官员治丧。

## 子女
吴氏政生有五子四女，其中六人活到了成年。
- 长子阮福晸（1807年8月26日—1808年），早夭。
- 次子永祥郡王阮福绵宏（1811年7月12日—1835年11月23日）
- 三子富平郡王阮福绵安（1817年1月4日—1865年2月1日）
- 四子和国公阮福绵宭（1828年8月31日—1863年8月17日）
- 五子广化郡公阮福绵宛（1833年2月12日—1893年11月30日）
- 长女阮氏玉琮（1812年7月17日—1824年4月3日），谥安静公主
- 次女安富公主阮玉珪珈（1813年8月12日—1865年4月28日），嫁陈文肃
- 三女禄成公主阮玉琬琰（1815年—1836年8月29日），嫁武文美
- 四女阮玉瑞淑（1829年—1835年6月12日）

## 影視形象
| 演員   | 年份   | 影視作品 | 備註   |
| 阮明莊 | 2019年 | 《鳳扣》 | 吳玉翹 |

1. ↑  . 新浪.   [2019-11-20]. （原始内容存档于2020-06-23）.